# Грипсхольм
Грипсхольм (швед. Gripsholms slott) — замок в Мариефреде (Швеция), расположенный на острове на озере Меларен. 

## История
Своё название замок получил от имени рыцаря Бу Йонссона Грипа, который заложил его около 1380 года. В 1526 году замок перешёл во владение короля Густава Васы, который в 1537 году начал возведение замка в его современном виде. Руководил работами Хенрик фон Кёллен.
В XVI веке здесь были заточены герцог Юхан и король Эрик XIV, а также Катерина Ягеллонка, у которой в замке родился сын, ставший впоследствии королём Сигизмундом III.
В правление Карла IX (1604—1611) была осуществлена поэтапная перестройка замка. В частности, был построен королевский этаж с залом приёмов, флигель Карла IX в предзамковом укреплении и спальня герцога Карла, которая дошла до наших дней практически в первоначальном виде.
После смерти Карла X Густава (1654—1660) замок в качестве ленного владения принадлежал его вдове Хедвиге Элеоноре. При ней в замке были проведены новые работы, в ходе которых, помимо прочего, был возведён так называемый флигель Королевы. В 1708—1709 годах были перестроены верхние этажи замка.
После 1715 года Грипсхольмский замок на некоторое время перестал использоваться в качестве королевской резиденции. Некоторые его помещения в этот период были отведены под тюрьму, однако в правление Густава III (1771—1792) он вновь пережил расцвет. В это время были построены здания для придворных и Грипсхольмский замковый театр. В 1773 году королева София Магдалена организовала в замке небольшой театр, а в 1781 архитектору Эрику Пальмстедту было поручено превратить его в полноценный придворный театр. Через год он был готов. В нём была устроена новая сцена с театральными механизмами для смены декораций.
В 1809 году в Грипсхольмском замке подписал отречение от престола король Густав IV Адольф.
Основанное в 1889 году Грипсхольмское общество в 1891—1899 годах провело поэтапную реконструкцию замка по чертежам архитектора Фредрика Лильеквиста. Её целью было освобождение замка от архитектурных наслоений XVII и XVIII веков и возврат ему ренессансного вида. При реализации этого спорного решения к королевским покоям был надстроен третий этаж. Перестройка подверглась резкой критике, в том числе и писателя Вернера фон Хейденстама.
В настоящее время в замке располагается музей, частью которого является и Шведская государственная портретная галерея с её 1400 портретами видных шведских деятелей.
В экспозиции замка представлены две пищали Волк работы Андрея Чохова (1577—1579 годы).

## Галерея

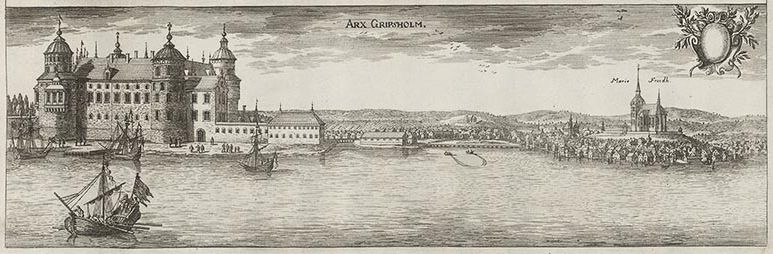
Гравюра конца XVII — начала XVIII в.
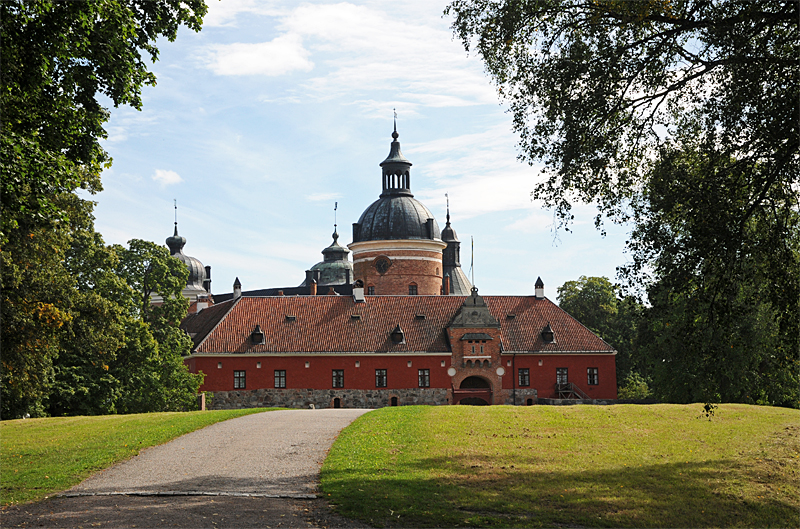
Вид замка со стороны входа
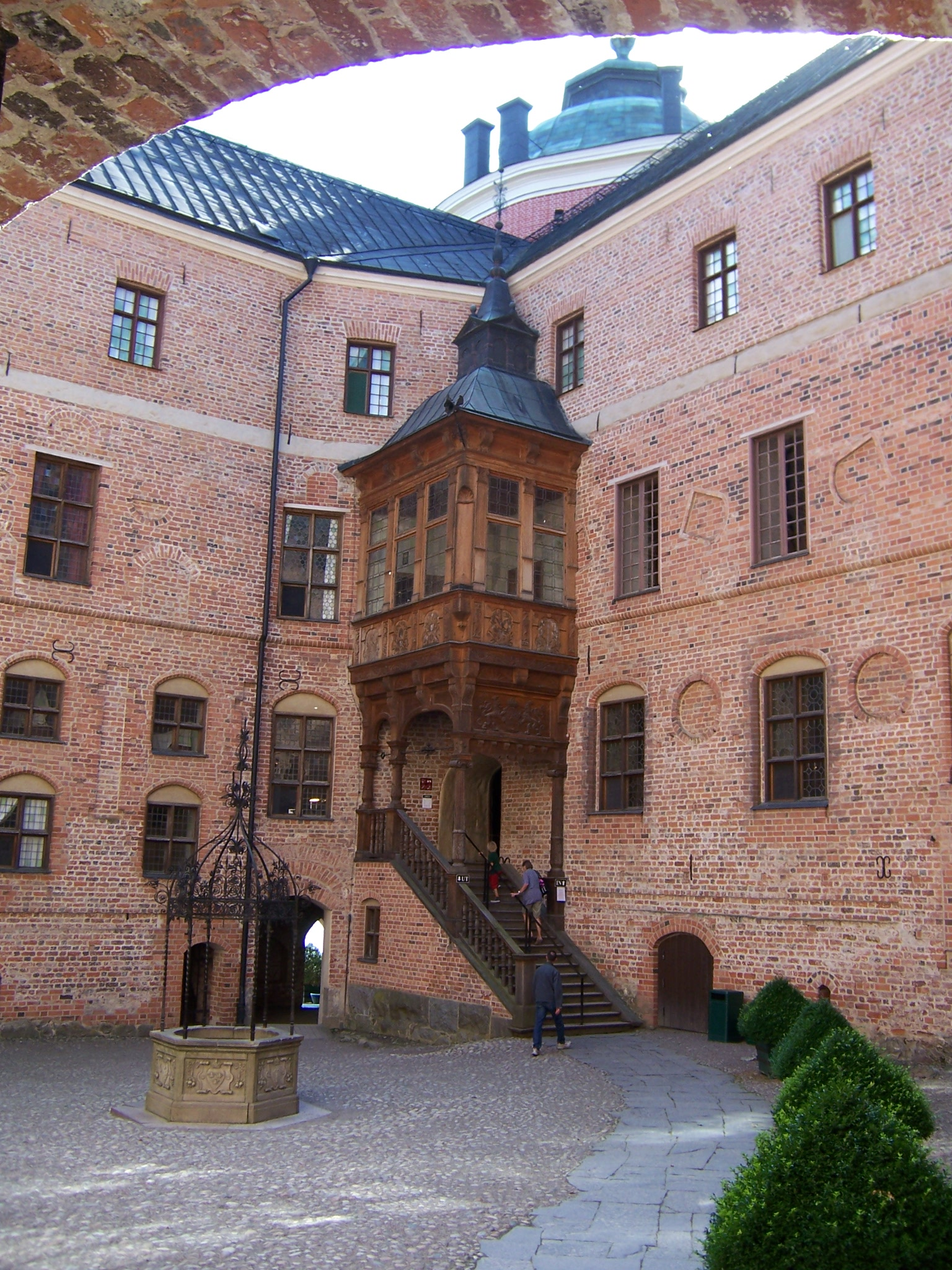
Внутренний двор
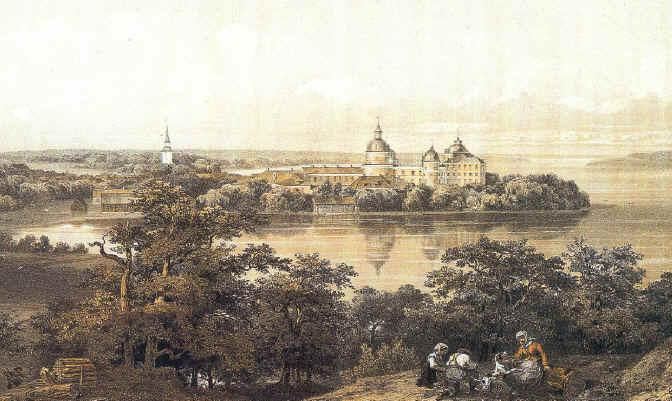
Литография 1850 г.
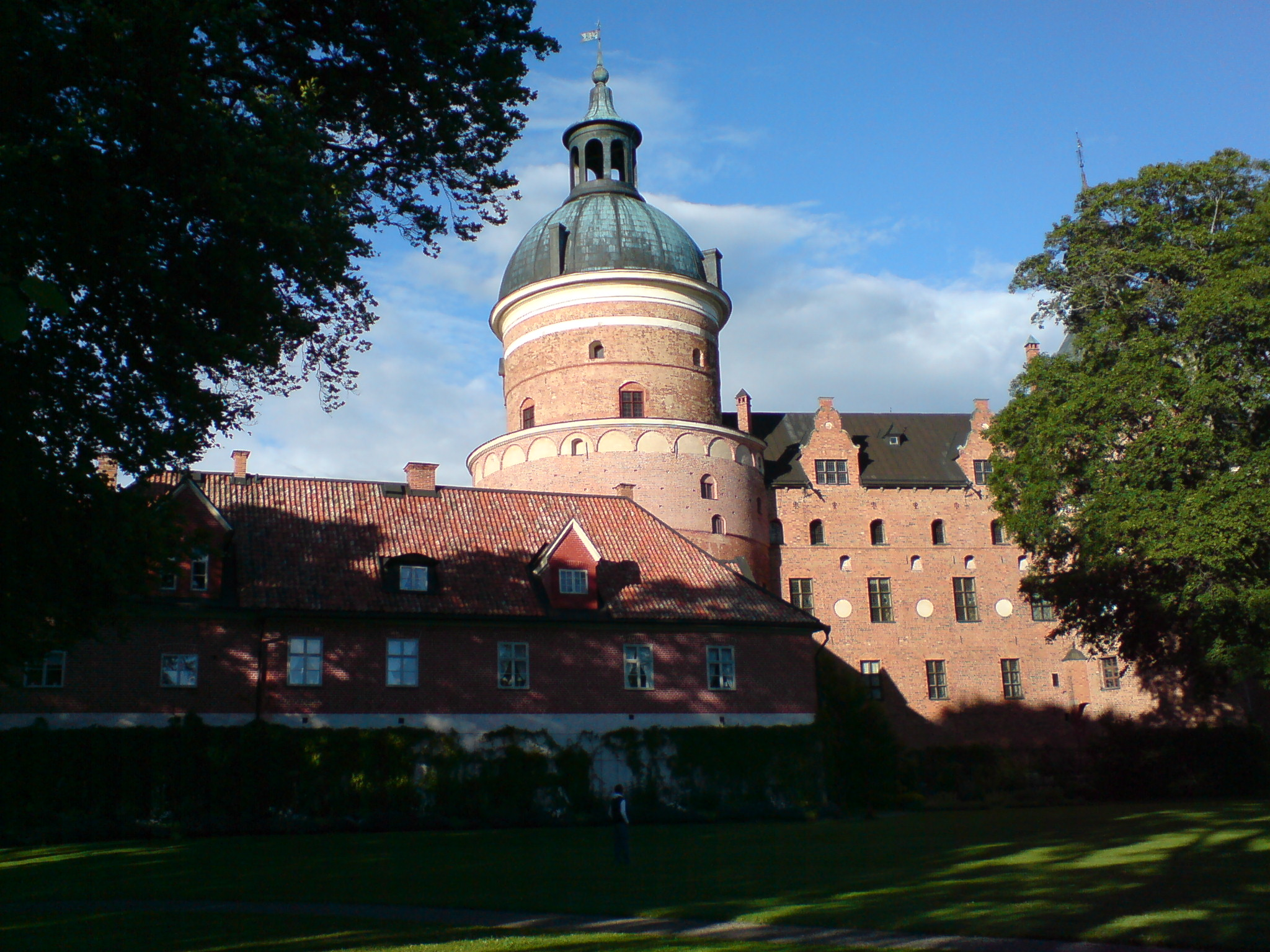
Замковая башня
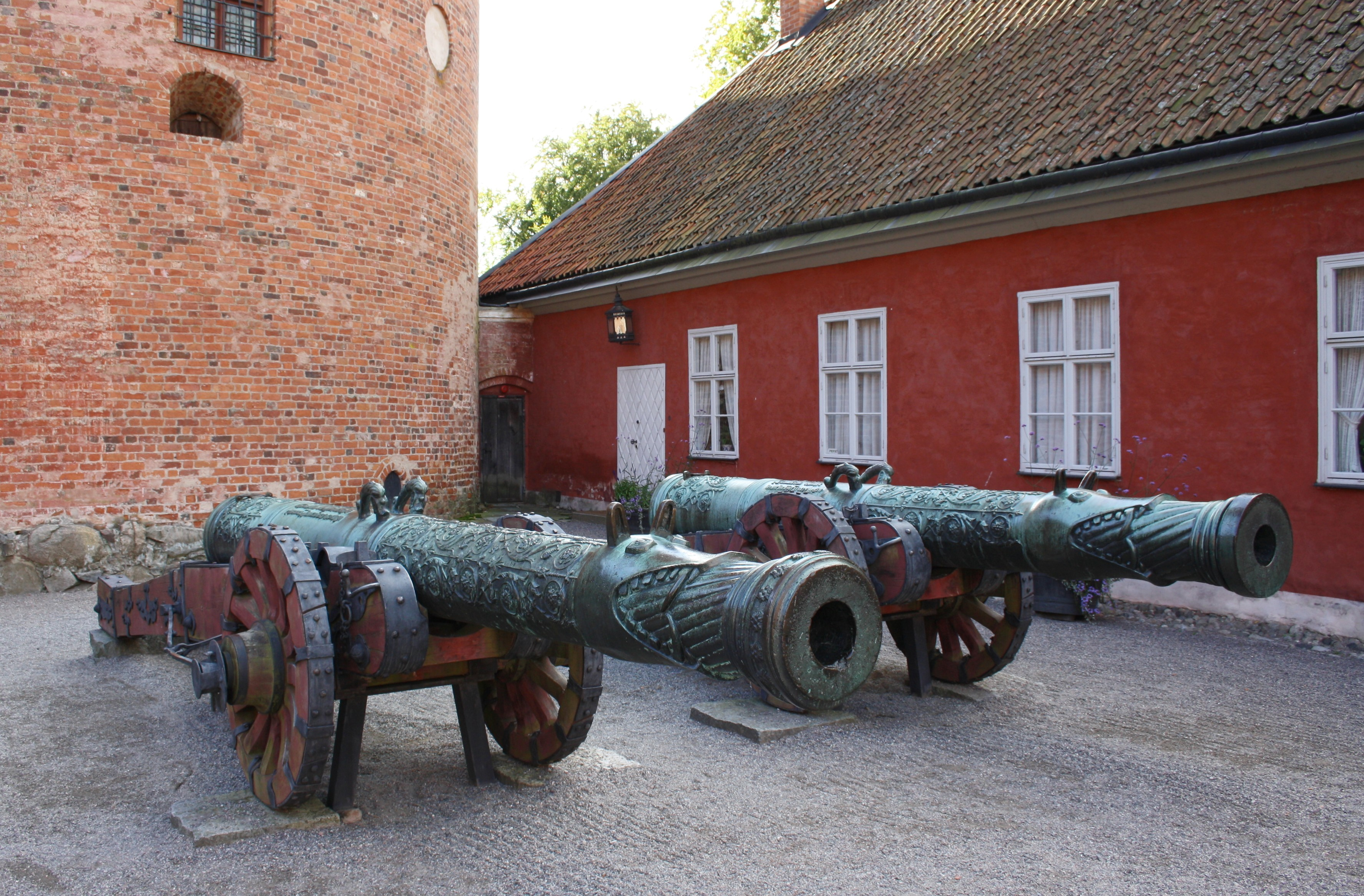
Трофейные пушки «Гальтен» и «Сугган»